# Моніка Бабок
Моніка Бабок (30 листопада 1991) — хорватська плавчиня.
Учасниця Олімпійських Ігор 2008 року.